# Neuperlach Zentrum (metropolitana di Monaco di Baviera)
Neuperlach Zentrum è una stazione della Metropolitana di Monaco di Baviera, che serve la linea U5.
È stata inaugurata il 18 ottobre 1980.